# Saxobeats
| Recensione | Giudizio |
| ---------- | -------- |
| All Music  |          |

Saxobeats è l'album di debutto della cantante rumena Alexandra Stan, pubblicato il 29 agosto 2011 dall'etichetta discografica Ultra Records. L'album è anticipato dai singoli Lollipop (Param Pam Pam), Get Back (ASAP) e dalla hit planetaria Mr. Saxobeat, seguiti poi dal quarto ed ultimo singolo 1.000.000. Nel 2013 è stata pubblicata una riedizione dell'album intitolata "Cliché (Hush Hush)", da cui sono strati estratti i singoli Lemonade, Cliché (Hush Hush) e All My People.

## Tracce
Sony/Columbia (CD 0886979679429); Ultra (UL 3009); Victor (VICP-65037)
1. Mr. Saxobeat - 3:15
2. Ting Ting - 3:55
3. Show Me the Way - 3:42
4. Lollipop (Param Pam Pam) - 3:54
5. Crazy - 3:29
6. Bitter Sweet - 3:46
7. Get Back (ASAP) - 3:29
8. 1.000.000 (feat. Carlprit) - 3:18
9. Mr. Saxobeat (Maan Studio Remix) - 3:41
10. Mr. Saxobeat (Extended Version) - 4:16
11. Get Back (ASAP) (Extended Version) - 4:27
12. Lollipop (Param, Pam, Pam) (Club Version) - 4:11
13. Get Back (ASAP) (Maan Studio Remix) - 3:20

Edizione Giapponese
1. Mr. Saxobeat - 3:15
2. Ting Ting - 3:55
3. Show Me the Way - 3:43
4. Lollipop (Param Pam Pam) - 3:55
5. Crazy - 3:28
6. Bitter Sweet - 3:37
7. Get Back (ASAP) - 3:29
8. 1.000.000 (feat. Carlprit) - 3:19
9. Mr. Saxobeat (Maan Studio Remix) - 3:42
10. Lollipop (Param Pam Pam) [Club Version] - 4:11
11. Get Back (ASAP) [Maan Studio Remix] - 3:21
12. Mr. Saxobeat (Extended Version) - 4:16
13. Get Back (ASAP) [Studio Club Remix Extended Version] - 4:27
14. 1.000.000 (Maan Studio Remix) (feat. Carlprit) - 4:31

Tracce Bonus (Edizione Giapponese - Deluxe)
1. Mr. Saxobeat (Smart Move Records Remix) - 4:20
2. Mr. Saxobeat (Yasutaka Nakata Remix) - 6:19

Edizione Britannica
1. Mr. Saxobeat (Radio Edit) - 3:15
2. Get Back (Asap) (Radio Edit) - 3:29
3. 1.000.000 (feat. Carlprit) - 3:20
4. Lollipop (Param Pam Pam) - 3:55
5. Ting Ting - 3:56
6. Show Me The Way - 3:43
7. Crazy - 3:28
8. Bitter Sweet - 3:37
9. Mr. Saxobeat (Hi Def Radio Edit) - 3:00
10. Mr. Saxobeat (Maan Studio Remix) - 3:42
11. Mr. Saxobeat (Kenny Hayes Mix) - 5:30
12. Get Back (Asap) (Studio Club Radio Edit) - 3:21
13. Get Back (Asap) (Maan Studio Remix) - 3:21
14. Get Back (Asap) (Rudedog Main Mix) - 6:19
15. 1.000.000 (Westfunk & DS Radio Edit) - 2:37
16. 1.000.000 (Westfunk & DS Club Mix) - 4:26
17. Lollipop (Param Pam Pam) (Soulmakers Remix) - 3:44

Tracce Bonus (Edizione Britannica - iTunes)
1. Mr Saxobeat (UK Video Edit) (Videoclip) - 2:47
2. Get Back (UK Video Edit) (Videoclip) - 2:12
3. 1.000.000 (feat. Carlprit) (Videoclip) - 3:19

### RiedizioneCliché (Hush Hush)
1. Cliché (Hush Hush) – 3:23
2. All My People (feat. Manilla Maniacs) – 3:19
3. Lemonade – 3:32
4. Cliché (Hush Hush) (Manilla Maniacs Edit) – 3:52
5. All My People (Extended Version) – 4:20
6. Lemonade (Cahill Edit) – 3:05
7. Cliché (Hush Hush) (versione acustica) – 3:24
8. Mr. Saxobeat – 3:15
9. Ting Ting – 3:56
10. Show Me the Way – 3:43
11. Lollipop (Param Pam Pam) – 3:54
12. Crazy – 3:29
13. Bittersweet – 3:37
14. Get Back (ASAP) – 3:39
15. 1.000.000 (feat. Carlprit) – 3:18
16. Mr. Saxobeat (Maan Studio Remix) – 3:42
17. Lollipop (Param Pam Pam) (Club Version) – 4:11
18. Get Back (ASAP) (Maan Studio Remix) – 3:21
19. Mr.Saxobeat (Extended Version) – 4:16
20. Get Back (ASAP) (Studio Club Remix Extended Version) – 4:26
21. 1.000.000 (feat. Carlprit) (Maan Studio Remix) – 4:30

## Classifiche
| Classifica (2011) | Posizione massima |
| ----------------- | ----------------- |
| Austria           | 25                |
| Finlandia         | 27                |
| Francia           | 76                |
| Germania          | 29                |
| Giappone          | 15                |
| Svizzera          | 24                |
| Ungheria          | 39                |

## Date di pubblicazione
| Nazione             | Data              | Formato               | Edizione | Etichetta            |
| ------------------- | ----------------- | --------------------- | -------- | -------------------- |
| Francia             | 29 agosto 2011    | CD, download digitale | Standard | Play On, Jeff        |
| Romania             | 9 settembre 2011  | CD, download digitale | Standard | MediaPro             |
| Svezia              | 9 settembre 2011  | CD, download digitale | Standard | Sony Music           |
| Germania            | 9 settembre 2011  | CD, download digitale | Standard | Columbia             |
| Finlandia           | 14 settembre 2011 | CD, download digitale | Standard | Columbia             |
| Polonia             | 23 settembre 2011 | CD, download digitale | Standard | Universal            |
| Italia              | 4 ottobre 2011    | Download digitale     | Standard | EGO Italy            |
| Italia              | 11 ottobre 2011   | CD                    | Standard | EGO Italy            |
| Stati Uniti, Canada | 18 ottobre 2011   | Download digitale     | Standard | Ultra                |
| Stati Uniti, Canada | 24 ottobre 2011   | CD                    | Standard | Ultra                |
| Giappone            | 7 marzo 2012      | CD, download digitale | Standard | Victor Entertainment |
| Giappone            | 20 giugno 2012    | CD, download digitale | Deluxe   | Victor Entertainment |
| Spagna              | 7 maggio 2012     | CD, download digitale | Standard | Blanco y Negro       |
| Regno Unito         | 22 ottobre 2012   | Download digitale     | Standard | 3Beat                |